# Oboreru hito
Oboreru hito è un film del 2001 diretto da Naoki Ichio.

## Trama
Tokio  è un giovane impiegato venutosi a trovare a disagio di fronte alla propria inettitudine quando scopre la moglie Kumiko annegata nella vasca da bagno una notte.